# Habenaria corticicola
Habenaria corticicola är en orkidéart som beskrevs av William Wright Smith. Habenaria corticicola ingår i släktet Habenaria och familjen orkidéer. Inga underarter finns listade i Catalogue of Life.